# Смедебакен
Смедебакен (на шведски: Smedjebacken, на шведски се изговаря по-близко до Смедйебакен, поради наличие на йотация има разлика между произношението и правописа) е град в централна Швеция, лен Даларна. Главен административен център на едноименната община Смедебакен. Разположен е на западния бряг на езерото Нора Баркен. Намира се на около 180 km на северозапад от столицата Стокхолм и на около 60 km на югозапад от Фалун. Получава статут на търговски град (на шведски шьопинг) през 1967 г. Има жп гара. Населението на града е 5100 жители според данни от преброяването през 2010 г.